# Milionia basiviridis
Milionia basiviridis là một loài bướm đêm trong họ Geometridae.